# Omphalotropis rubens
Omphalotropis rubens là một loài ốc có mài nhỏ sống ở đầm ngập mặn với một nắp, là động vật chân bụng sống dưới nước động vật thân mềm, là động vật chân bụng sống trên cạn động vật thân mềm trong họ Assimineidae.

## Phân bố
Loài này thường gặp ở Réunion.